# B61
B61 er en amerikansk termonuklear flybombe.
B61 er fremstillet i en forskellige varianter, der kan konfigureres til at have en sprængkraft mellem 0,3 og 340 kiloton. Bomben kan konfigureres til at blive leveret på forskellige måder; ved eksplosion i luften, på jorden, leveret ved hjælp af faldskærm, forsinket detonering m.v. Bomben er udformet i et 3,6 m langt hylster, der kan modstå flyvning med overlydshastighed. Bomben vejer ca. 325 kg afhængig af, hvorledes den er konfigureret.
Bomben blev udviklet i 1960'erne og er siden videreudviklet i forskellige varianter. Pr. 2020 er en 13. variant under udvikling (Mod 12).

## Udvikling
I 1961 blev udarbejdet en rapport, der beskrev, at den amerikanske hær og den amerikanske flåde begge havde et ønske om en mindre atombombe, der skulle kunne erstatte dele af det daværende atombombearsenal. Hæren og flåden havde væsentligt forskellige krav til en sådan ny mindre bombe, men rapportens forfattere forventede, at det grundet den teknologiske udvikling var muligt at opfylde de forskellige krav med ét enkelte våben. En efterfølgende rapport fra 1962 fastslog, at en mindre atombombe med forskellige varianter af detoneringsmekanismen var mulig, og at det var muligt at fremstille en sådan bombe indenfor få år.
Udvikling af en sådan bombe (B61-bomben) blev sat i værk i december 1962. Begrundelsen for igangsættelsen af programmet var ønsket om en modernisering af det amerikanske atomarsenal gennem udfasning af de eksisterende B28 og B43-atombomber, ligesom mulighederne for fremføring med fly ville lettes. Det var planlagt at produktion skulle påbegyndes i juni 28 1965.
Bomben blev konstrueret og bygget ved Los Alamos National Laboratory i New Mexico. Fremstilling af prototype begyndte i 1965 og den første prototype var klar i december 1966. Produktionen blev stoppet i maj 1967 for at ændre konstruktionen, hvorefter produktionen blev genoptaget i januar 1968. Der blev foretaget prøvesprængninger som en del af prøvesprængningsprogrammet Operation Flintlock frem til 1968 på Nevada Test Site.| Cat B
Der er fremstillet i alt ca. 3.155. I 2012 indgik ca. 540 i det aktive atomasenal, 415 var i depot og ca. 520 afventede destruktion.

## Brug
B61 kan blive leveret af flere forskellige amerikanske fly. Amerikanske fly, der kan levere bomben, er B-1 Lancer (benyttes dog ikke længere), B-2 Spirit, B-52 Stratofortress, F/A-18 Hornet, A-6 Intruder, F-15E Strike Eagle, F-16 Fighting Falcon, F-22 Raptor og Lockheed Martin F-35 Lightning II. Som led i NATO's atomvåbensamarbejde kan også tyske og italienske Panavia Tornado medføre B61-bomber.
I Europa er placeret omkring 150 B61-bomber ved baser i Belgien, Tyskland, Italien, Nederlandene og i Tyrkiet. I 2012 besluttede NATO at opgradere sin europæiske atomslagstyrke til variant 12 af B61, hvilket giver mulighed for levering med F-35 fly og større præcision ved levering af bomben.

## Varianter
Der er udviklet 13 varianter af B61; betegnet Mod 0 til Mod 12. Af disse varianter er ni blevet produceret. Hver af varianterne deler den samme fysiske platform, men har forskellig sprængstyrke og karakteristika.
Den seneste ibrugtagne variant er Mod 11, der blev indsat i tjeneste i 1997, hvor den afløste B53-bomben. Mod 11 er udviklet for at gennemtrænge underjordiske bunkere (en "bunker buster"). Udviklingen og indsætteslen af Mod 11 ses bl.a. begrundet i etableringen af det russiske bunkeranlæg i bjerget Kosvinskij Kamen i Uralbjergene. Mod 11 har en vægt på ca. 545 kg og er således tungere end de øvrgie varianter af B61. Der er fremstillet ca. 50 eksemplarer af Mod 11 varianten, der leveres af bombeflyet B-2 Spirit.
I maj 2010 anmodede The National Nuclear Security Administration den amerikanske kongres om en bevilling til at ombygge bomben, således at den kan blive leveret af Lockheed Martin F-35 Lightning II. Denne version er Mod 12. De ca. 400 Mod 12 bomber vil blive benyttet af taktiske (som F-35) og strategiske bombefly (som B-2). Ombygningen af de ca. 400 bomber forventes af koste 10 mia. dollars. Mod 12 benytter et system, der leder bomben mod målet.
| Mod | Status                  | Dato         | Antal produceret           | Funktion           | Sprængkraft                          | Noter |  |
| --- | ----------------------- | ------------ | -------------------------- | ------------------ | ------------------------------------ | --- |  |
| 0   | Afviklet                | 1967-1993    | 500                        | Taktisk            | 10 til 300 kt                        | Første serie af våbnet |  |
| 1   | Afviklet                | 1969-1989    | 700                        | Strategisk         | 10 til 340 kt                        | Ingen autosisationskode tilknyttet. |  |
| 2   | Afviklet                | 1975-1994    | 235                        | Taktisk            | 10 til 150 kt                        | |  |
| 3   | Aktiv                   | 1979-        | 545                        | Taktisk            | 0,3, 1,5, 60 eller 170 kt            | Forbedret udgave af Mod 2 Indeholder ikke beryllium. |  |
| 4   | Aktiv                   | 1979-        | 695                        | Taktisk            | 0,3, 1,5, 10 eller 45 kt             | Som Mod 3 men med mindre sprængkraft. Indeholder ikke beryllium. |  |
| 5   | Afviklet                | 1977-1993    | 265                        | Taktisk            | 10 til 150 kt                        | En rapport fra 1978 om reduktion af brugen af beryllium, eller substitution heraf, oplsyte, at Mod 5 indeholdt beryllium, og hvis brugen heraf skulle udfases, så ville Mod 5 formentlig kunne udskiftes med Mod 3. |  |
| 6   | Aldrig sat i produktion |              |                            |                    | 10 til 150 kt                        | Ombygget variant af Mod 0. Opgivet februar 1992. Mod 6 blev i 1987 udviklet til brug i US Navy. Projektet opgivet ved ophøret af den kolde krig.                                                                    |  |
| 7   | Aktiv                   | 1985 - i dag | 600                        | Strategisk         | 4, 10 eller 340 kt.                  | Konvertering af Mod 1 |  |
| 8   | Aldrig sat i produktion |              |                            |                    | 10 til 150 kt                        | Konvertering af Mod 2 og Mod 5. Opgivet februar 1992. Mod 8 blev i 1987 udviklet til brug i US Navy. Projektet opgivet ved ophøret af den kolde krig.                                                               |  |
| 9   | Aldrig sat i produktion |              |                            |                    | 10 til 300 kt                        | Konvertering af Mod 0. Opgivet september 1991. |  |
| 10  | Inaktiv på lager        | 1990-        | 215                        | Taktisk            | 0,3, 5, 10 eller 80 kt               | Fremstillet ved brug af afviklede Pershing II W85 sprænghoveder. |  |
| 11  | Aktiv                   | 1996-        | 50                         | Strategisk         | Uklart; enten som Mod 7 eller 400 kt | Konvertering af Mod 7, jordgennembrydende våben. |  |
| 12  | Aktiv                   | 2019-        | 400 til 500 våben planlagt | Taktisk/Strategisk | 0,3, 1,5, 10 eller 50 kt             | Konvertering af Mod 4 |  |

### B61 Mod 12
I 2013 anså det amerikanske forsvarsministerium B83-atombomben som et "levn fra den kolde krig", idet de mente, at det var "utænkeligt" at anvende USA's kraftigste fly-atombombe i Europa. B83 kan endvidere alene fremføres med B-21-bombeflyet og det ville være dyrt tilpasse bomben til at kunne blive fremført af andre flytyper. I stedet blev foreslået en tilpasning af B61 til en ny variant, Mod 12, der som et taktisk og strategisk kernevåben kunne medføres af andre flytyper, herunder F-35 og B-21 Raider. En opgraderet B61 er endvidere mere fleksibel og vil ikke skabe så voldsom utilsigtet/uønsket skade som brug af den kraftigere B83. Udviklingen af den nye variant vil kunne føre til, at B83 kan trækkes ud af det amerikanske atomarsenal, hvorefter B61-serien herefter der den eneste amerikanske atombombe til levering med fly.
Mod 12-opgraderingen har øget nøjagtighed, hvilket giver et mindre radioaktivt nedfald sammenlignet med tidligere versioner af våbnet. Ældre typer af flybombe-kernevåben har begrænset nøjagtighed, hvorfor større sprænghoveder for disse er nødvendige for effektivt at påføre målet skade. Eksempelvis har Mod 11-udgaven til jord-penetrering en nøjagtighed på 110-170 meter fra det ønskede detonationssted, hvilket kræver et 400-kilotons sprænghoved. Mod 12 har en nøjagtighed på 30 meter og kræver derfor "kun" et sprænghoved på 50 kiloton. Mod 11 afløses dog ikke af Mod 12, idet Mod 11 er specialudviklet til brug mod underjordiske mål.
Mod 12 kan ikke medbringes af F-16 og Panavia Tornado, ligesom det ikke forventes, at Super Hornet skal være platform for levering af Mod 12.
Den første flytest af Mod 12 blev gennemført i 2015 og den anden test i august 2017.

## Eksterne henvendelser
- Wikimedia Commons har flere filer relateret til B61
- "As U.S. Modernizes Nuclear Weapons, 'Smaller' Leaves Some Uneasy", The New York Times (information), 11. januar 2016.
- Developing and Producing the B-61 (Google You tube), AEC.
- B61-11 Concerns and Background, Los Alamos Study Group, 1997, an anti-nuclear weapons organization